# 2012 VP113
2012 VP113, também escrito como 2012 VP113, é um objeto transnetuniano extremo e sednoide que está localizado na parte mais externa do Sistema Solar. O mesmo possui uma magnitude absoluta de 4,0 e tem em torno de 697 quilômetros de diâmetro, o que dá um sétimo do diâmetro da Lua, e se supõe que o mesmo seja um corpo celeste gelado. Ele é um candidato para aumentar a lista oficial de planeta anão. É um dos objetos conhecidos com o maior periélio (o ponto em que um corpo celeste mais aproxima ao Sol) conhecido, sua distância no Sistema Solar é maior do que Sedna. E é estimado que ele tenha cerca da metade do tamanho de Sedna e similar ao tamanho de Huya.
Ele está localizado a cerca de 12 bilhões quilômetros do Sol, sendo que o ponto mais distante de sua órbita é de 67 bilhões de quilômetros do mesmo.

## Localização de2012 VP113dentro do Sistema Solar
O sistema solar tal como o conhecemos atualmente é dividido pelos cientistas em três partes, além do Sol: os planetas rochosos (como a Terra); os gigantes gasosos (como Júpiter); e o Cinturão de Kuiper, um conglomerado de objetos gelados, que inclui Plutão, situado além da órbita Netuno. Para além desse aparente limite, só era conhecia até então um único objeto do mesmo tipo em órbita solar: Sedna, que foi descoberto em 2003. Com mil quilômetros de diâmetro, Sedna é menor do que Plutão.
Até então, acreditava-se que Sedna era único, mas com a descoberta de 2012 VP113, ficou claro agora que isso não é verdade e que ambos estes corpos celestes – e provavelmente outros tantos milhares como eles ou ainda maiores – fazem parte ainda de uma hipotética estrutura do sistema solar, a chamada Nuvem de Oort interior, que se pensa ser um dos pontos de origem dos cometas.

## Descoberta
2012 VP113 foi descoberto no dia 5 de novembro de 2012. Sua descoberta foi anunciado em 26 de março de 2014.

## Órbita
A órbita de 2012 VP113 tem uma excentricidade de 0,261 e possui um semieixo maior de 264 UA. O seu periélio leva o mesmo a uma distância de 80,306 UA em relação ao Sol e seu afélio a 447 UA.
2012 VP113 tem o periélio mais distante que qualquer outro objeto conhecido no Sistema Solar. Seu último periélio foi por volta de 1979, a uma distância de 80 UA, está atualmente a 83 UA do Sol. Apenas quatro outros objetos do Sistema Solar são conhecidos por terem periélios maiores que 47 UA: Sedna (76 UA), 2004 XR190 (51 UA), 2010 GB174 (48 UA) e 2004 VN112 (47 UA).
É possivelmente um membro da hipotética Nuvem de Oort interior. Tem um periélio e uma posição atual no céu semelhantes aos de Sedna. Na verdade, todos corpos do Sistema Solar conhecidos com semieixos maiores com mais de 150 UA e periélios maior que Netuno tem argumentos de periélio agrupados perto de 340±55°. Isso pode indicar um mecanismo de formação semelhante para estes corpos. 2004 VN112 (47 AU). foi o primeiro tal objeto descoberto.
Não se sabe como 2012 VP113 adquiriu uma distância do periélio além do Cinturão de Kuiper. As características da sua órbita, como os de Sedna, foram explicados como, possivelmente, criado por uma estrela de passagem ou de um planeta transnetuniano com massa várias vezes superiores a da Terra a centenas de unidades astronômicas do Sol. 2012 VP113 poderia até ter sido capturado a partir de outro sistema planetário. No entanto, considera-se mais provável que o periélio de 2012 VP113 foi criado por múltiplas interações dentro dos movimentados limites do aglomerado estelar aberto em que o Sol.

## Apelido
2012 VP113 foi abreviado para "VP" e apelidado de "Biden" pela equipe da descoberta, por causa de Joe Biden, o então vice-presidente (VP) dos Estados Unidos na época da descoberta do objeto.